# Saint-Martin-Rivière
Saint-Martin-Rivière ist eine französische Gemeinde mit 115 Einwohnern (Stand 1. Januar 2022) im Département Aisne in der Region Hauts-de-France (vor 2016 Picardie). Sie gehört zum Arrondissement Vervins, zum Kanton Guise und zum Kommunalverband Thiérache Sambre et Oise.

## Geographie
Die Gemeinde Saint-Martin-Rivière liegt an der oberen Selle an der Grenze zum Département Nord, 24 Kilometer südöstlich von Cambrai. Nachbargemeinden von Saint-Martin-Rivière sind Le Cateau-Cambrésis im Norden, Mazinghien im Nordosten, Ribeauville im Osten, La Vallée-Mulâtre im Süden, Molain im Südwesten sowie Saint-Souplet im Westen und Nordwesten.

## Bevölkerungsentwicklung
| Jahr                       | 1962 | 1968 | 1975 | 1982 | 1990 | 1999 | 2006 | 2012 | 2022 |
| Einwohner                  | 172  | 150  | 151  | 129  | 108  | 119  | 118  | 133  | 115  |
| Quellen: Cassini und INSEE |      |      |      |      |      |      |      |      |      |

## Sehenswürdigkeiten

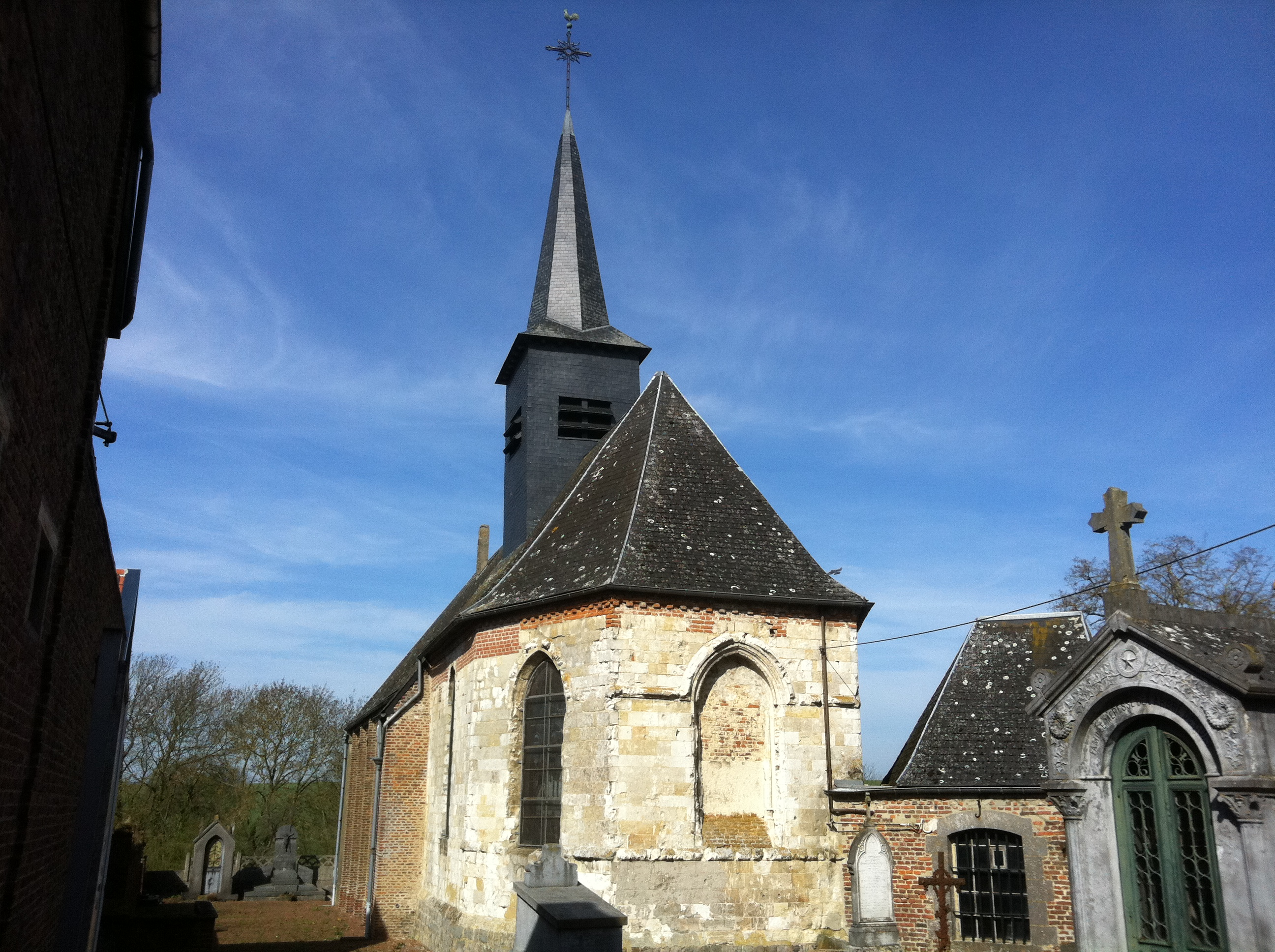
Kirche Saint-Martin

- Kirche Saint-Martin